# 홀리 헌터
홀리 헌터(Holly Hunter, 1958년 3월 20일 ~ )는 미국의 배우 겸 프로듀서이다. 1993년에 출연한 드라마 영화 피아노에서 맡은 에이다 맥그래스 역으로 아카데미상, 영국 아카데미상, 골든 글로브상, 칸 영화제 등에서 여우주연상을 수상했다.

## 출연 작품
- 버닝 (1981)
- 위험한 유혹 (1984)
- 블러드 심플 (1984)
- 아리조나 유괴사건 (1987)
- 브로드캐스트 뉴스 (1987)
- 영혼은 그대 곁에 (1989)
- 피아노 (1993) - 에이다 맥그래스 역
- 야망의 함정 (1993)
- 카피캣 (1995)
- 크래쉬 (1996)
- 인질 (1997)
- 오 형제여 어디에 있는가 (2000)
- 13살의 반란 (2003)
- 나인 라이브즈 (2005)
- 빅 화이트 (2005)
- 원트 백 다운 (2012)
- 맹글혼 (2014)
- 배트맨 대 슈퍼맨: 저스티스의 시작 (2016) - 제인 핀치 역
- 빅 식 (2017)
- 송 투 송 (2017)
- 인크레더블 2 (2018) - 헬렌 파 / 일라스티걸 역 (목소리)

### 텔레비전
- 세이빙 그레이스 (2007-10) - 그레이스 해나다코 역
- 탑 오브 더 레이크 (2013)
- 히어 앤 나우 (2018)
- 코미 룰: FBI 폭로 스캔들 (2020)

## 수상 경력
- 1987년 제8회 보스턴비평가협회상 여우주연상
- 1987년 제52회 뉴욕비평가협회상 여우주연상
- 1988년 제13회 LA비평가협회상 여우주연상
- 1988년 제59회 미국비평가협회상 여우주연상
- 1988년 제38회 베를린국제영화제 은곰부문 여자연기자상
- 1990년 제42회 에미상 TV영화/미니시리즈부문 여우주연상
- 1993년 제46회 칸 영화제 여우주연상
- 1993년 제14회 보스턴비평가협회상 여우주연상
- 1993년 남동부비평가협회상 여우주연상
- 1993년 댈러스-포트비평가협회상 여우주연상
- 1993년 제58회 뉴욕비평가협회상 여우주연상
- 1993년 제6회 시카고비평가협회상 여우주연상
- 1994년 제65회 미국비평가협회상 여우주연상
- 1994년 제51회 골든글로브시상식 드라마부문 여우주연상
- 1994년 제14회 런던비평가협회상 여우주연상
- 1994년 제19회 LA비평가협회상 여우주연상
- 1994년 제28회 전미비평가협회상 여우주연상
- 1994년 제35회 AACTA어워즈 여자배우상
- 1994년 제47회 영국아카데미시상식 여우주연상
- 1994년 제66회 아카데미시상식 여우주연상
- 1994년 제46회 에미상 TV영화/미니시리즈부문 여우주연상
- 1994년 케이블ACE어워즈 TV영화/미니시리즈부문 여자배우상
- 2003년 제56회 로카르노국제영화제 국가경쟁부문 여우주연상
- 2003년 사인필리국제영화제 여우조연상
- 2003년 라스베가스비평가협회상 여우조연상
- 2005년 브론즈레오파드어워즈 여우주연상
- 2007년 그레이시앨런어워드 드라마부문 여자배우상